# Кестромка
Кестромка — река во Владимирской области России, приток Колпи. Протекает по территории Вязниковского, Ковровского и Селивановского районов. Длина — 34 км, площадь водосборного бассейна — 262 км².
Берёт начало восточнее деревни Аксениха. Далее река течёт на восток через урочище Овинищи, потом резко поворачивает на юг, через Ильинское, Большое Григорово, Исаково и Есипово. Ниже посёлка Красная Горбатка впадает в реку Колпь.
Река имеет два притока — реки Эльму и Чёрную.

## Данные водного реестра
По данным государственного водного реестра России относится к Окскому бассейновому округу, водохозяйственный участок реки — Ока от города Муром до города Горбатов, без рек Клязьма и Тёша, речной подбассейн реки — бассейны притоков Оки от Мокши до впадения в Волгу. Речной бассейн реки — Ока.